# Powiat Freistadt
Powiat Freistadt (niem. Bezirk Freistadt) – powiat w Austrii, w kraju związkowym Górna Austria, w Mühlviertel. Siedziba znajduje się w mieście Freistadt.

## Geografia
Powiat Freistadt graniczy z następującymi powiatami: na zachodzie Urfahr-Umgebung, na południu Perg, na wschodzie  Zwettl, na północnym wschodzie Gmünd. Północna granica jest granicą państwa z Czechami.

## Podział administracyjny
Powiat podzielony jest na 27 gmin, w tym dwie gminy miejskie (Stadt), 17 gmin targowych (Marktgemeinde) oraz osiem gmin wiejskich (Gemeinde).
| Miasta 1. Freistadt (8180 , 12,88 km²) 2. Pregarten (5571 , 27,80 km²) Gminy targowe 1. Bad Zell (2943 , 45,49 km²) 2. Gutau (2789 , 45,44 km²) 3. Hagenberg im Mühlkreis (2913 , 15,06 km²) 4. Kefermarkt (2180 , 27,83 km²) 5. Königswiesen (3107 , 73,41 km²) 6. Lasberg (2886 , 43,80 km²) 7. Leopoldschlag (989 , 25,68 km²) 8. Liebenau (1608 , 76,26 km²) 9. Neumarkt im Mühlkreis (3233 , 46,71 km²) 10. Rainbach im Mühlkreis (3055 , 49,10 km²) 11. St. Leonhard bei Freistadt (1347 , 34,99 km²) 12. St. Oswald bei Freistadt (3041 , 40,95 km²) 13. Tragwein (3166 , 39,48 km²) 14. Unterweißenbach (2156 , 48,69 km²) 15. Wartberg ob der Aist (4452 , 19,40 km²) 16. Weitersfelden (1037 , 43,70 km²) 17. Windhaag bei Freistadt (1609 , 42,85 km²) | Gminy 1. Grünbach (1872 , 36,05 km²) 2. Hirschbach im Mühlkreis (1208 , 23,67 km²) 3. Kaltenberg (598 , 17,15 km²) 4. Pierbach (1029 , 22,70 km²) 5. Sandl (1384 , 58,35 km²) 6. Schönau im Mühlkreis (1962 , 38,53 km²) 7. Unterweitersdorf (2215 , 11,41 km²) 8. Waldburg (1434 , 26,58 km²) |
| (liczba mieszkańców 1 stycznia 2023) | |